# Alex Carrington
Pour les articles homonymes, voir Carrington (homonymie).
(en) Statistiques sur pro-football-reference
Alex Carrington (né le 19 juin 1987 à Tupelo) est un joueur américain de football américain.

## Lycée
Il joue à la Tupelo High School, lycée de sa ville natale.

## Carrière

### Université
Alex Carrington évolue à l'université d'État de l'Arkansas. En 2008, il est nommé joueur défensif de l'année pour la conférence Sun Belt après avoir effectué 10,5 sacks et dix-neuf tacles pour des pertes en douze matchs.

### Professionnel
Alex Carrington est sélectionné au troisième tour du draft de la NFL de 2010 par les Bills de Buffalo au soixante-douzième choix. Le 19 juillet 2010, il signe un contrat le liant pour quatre ans avec les Bills. Lors de la saison 2010, il entre au cours de neuf matchs et fait six tacles, un sack et une passe stoppée.
Le 25 mars 2014, il signe avec les Rams de Saint-Louis.